# Paradox fizic

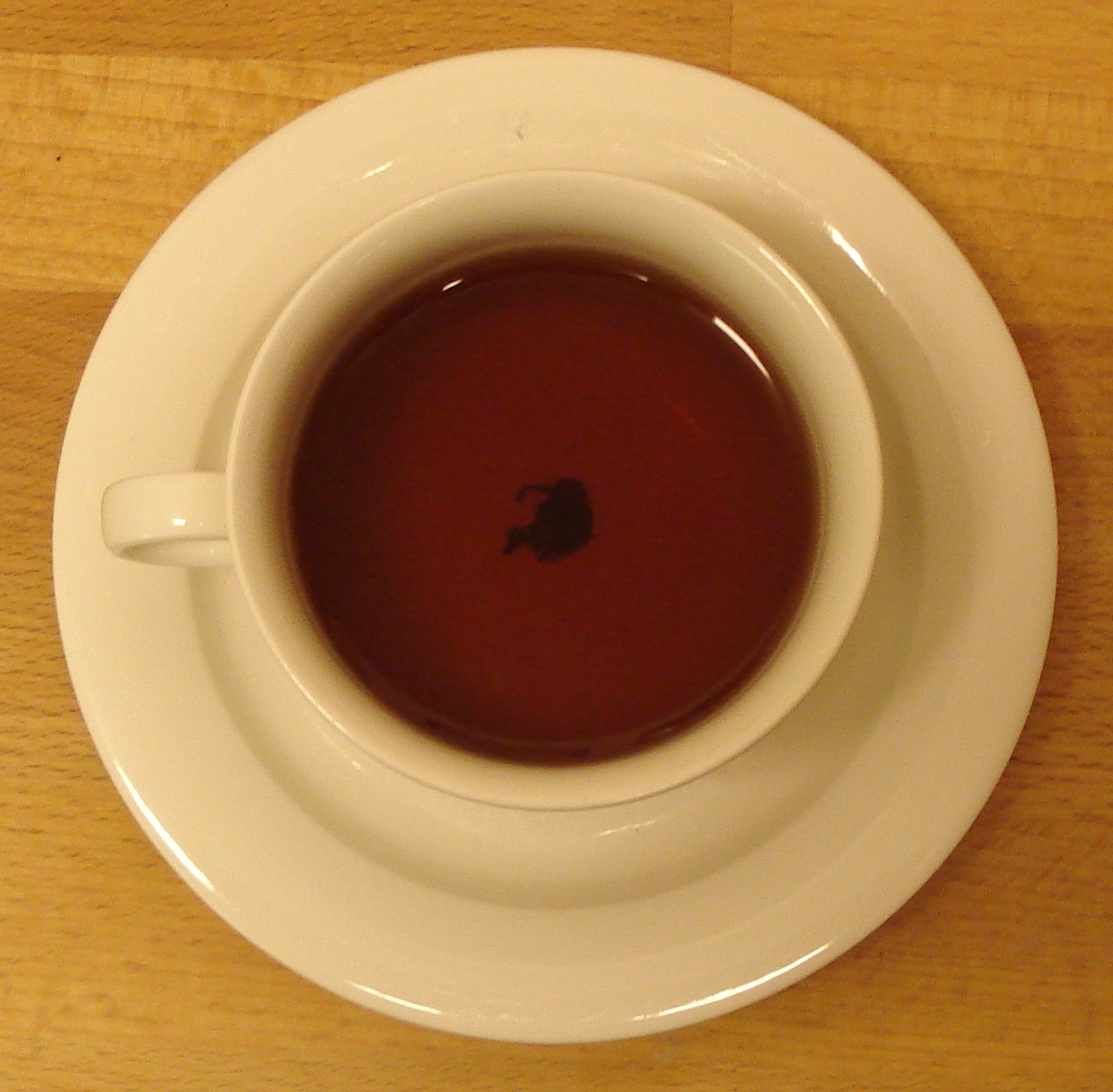
Paradoxul frunzei de ceai este fenomenul prin care frunzele de ceai dintr-o ceașcă de ceai migrează spre centrul și fundul ceștii după ce sunt agitate, în loc să fie forțate spre margini, așa cum ar fi de așteptat într-o centrifugă spiralată.

Un paradox fizic este o contradicție aparentă în descrierile fizice ale universului. În timp ce multe paradoxuri fizice au o rezolvare acceptată, altele nu pot fi rezolvate și pot indica defecte în teorie. În fizică, ca și în toate științele, contradicțiile și paradoxurile sunt artefacte ale erorilor și ale incompletitudinii, deoarece se presupune că realitatea este complet coerentă, deși aceasta este în sine o presupunere filosofică. Atunci când, ca în domenii precum fizica cuantică și teoria relativității, s-a demonstrat că ipotezele existente despre realitate se destramă, acest lucru a fost de obicei rezolvat prin schimbarea înțelegerii noastre asupra realității cu una nouă, care să rămână coerentă cu sine în prezența noilor dovezi.

## Paradoxuri legate de ipoteze false

Paradoxul gemenilor ilustrează teoria timpului neabsolut.

Anumite paradoxuri fizice sfidează predicțiile de bun simț cu privire la situațiile fizice. În unele cazuri, acesta este rezultatul faptului că fizica modernă descrie corect lumea naturală în circumstanțe care sunt cu mult în afara experienței cotidiene. De exemplu, relativitatea specială a dat naștere în mod tradițional la două paradoxuri comune: paradoxul gemenilor și paradoxul scării. Ambele paradoxuri implică experimente de gândire care sfidează ipotezele tradiționale de bun simț privind timpul și spațiul. În special, efectele de dilatare a timpului și de contracție a lungimii sunt folosite în ambele paradoxuri pentru a crea situații care aparent se contrazic reciproc. Se pare că postulatul fundamental al relativității restrânse, conform căruia viteza luminii este invariantă în toate cadrele de referință, presupune că concepte precum simultaneitatea și timpul absolut nu sunt aplicabile atunci când se compară cadre de referință radical diferite.
Un alt paradox asociat cu relativitatea este paradoxul lui Supplee, care pare să descrie două cadre de referință care sunt ireconciliabile. În acest caz, se presupune că problema este bine pusă în relativitatea specială, dar, deoarece efectul depinde de obiecte și fluide cu masă, trebuie să se țină seama de efectele relativității generale. Luând în considerare ipotezele corecte, rezolvarea este de fapt o modalitate de reafirmare a principiului echivalenței.
Paradoxul lui Babinet constă în faptul că, contrar așteptărilor naive, cantitatea de radiație eliminată dintr-un fascicul în limita de difracție este egală cu dublul ariei secțiunii transversale. Acest lucru se datorează faptului că există două procese separate care elimină radiația din fascicul în cantități egale: absorbția și difracția.
În mod similar, există un set de paradoxuri fizice care se bazează direct pe una sau mai multe ipoteze care sunt incorecte. Paradoxul Gibbs din mecanica statistică generează o contradicție aparentă atunci când se calculează entropia amestecului. Dacă nu se ia în considerare în mod corespunzător ipoteza conform căreia particulele dintr-un gaz ideal sunt imposibil de distins, entropia calculată nu este o variabilă extinsă, așa cum ar trebui să fie.
Paradoxul lui Olbers arată că un univers infinit cu o distribuție uniformă a stelelor conduce în mod necesar la un cer la fel de strălucitor ca o stea. Cerul întunecat observat în timpul nopții poate fi rezolvat alternativ prin afirmarea faptului că una dintre cele două ipoteze este incorectă. Acest paradox a fost folosit uneori pentru a argumenta că un univers omogen și izotrop, așa cum cere principiul cosmologic, era în mod necesar finit în extensie, dar se pare că există modalități de relaxare a ipotezelor în alte moduri care admit rezolvări alternative.
Paradoxul Mpemba constă în faptul că, în anumite condiții, apa caldă va îngheța mai repede decât apa rece, deși trebuie să treacă prin aceeași temperatură ca și apa rece în timpul procesului de înghețare. Aceasta este o aparentă încălcare a legii lui Newton privind răcirea, dar în realitate se datorează unor efecte neliniare care influențează procesul de înghețare. Presupunerea că doar temperatura apei va influența înghețarea nu este corectă.

## Paradoxuri legate de idealizări matematice nefizice

Singularitatea gravitațională infinit de densă găsită pe măsură ce timpul se apropie de un punct inițial în universul Big Bang este un exemplu de paradox fizic.

Un paradox comun apare în cazul idealizărilor matematice, cum ar fi sursele punctiforme, care descriu bine fenomenele fizice la scări îndepărtate sau globale, dar care nu mai funcționează la nivelul punctului propriu-zis. Aceste paradoxuri sunt uneori considerate ca fiind legate de paradoxurile lui Zenon, care se referă toate la manifestările fizice ale proprietăților matematice ale continuității, infinitezimalului și ale infinitului, adesea asociate cu spațiul și timpul. De exemplu, câmpul electric asociat cu o sarcină punctiformă este infinit la locul unde se află sarcina punctiformă. O consecință a acestui paradox aparent este că câmpul electric al unei sarcini punctiforme poate fi descris, în sens limitativ, numai printr-o funcție delta Dirac construită cu grijă. Acest concept inelegant din punct de vedere matematic, dar util din punct de vedere fizic, permite calcularea eficientă a condițiilor fizice asociate, evitând în același timp, în mod convenabil, problema filozofică a ceea ce se întâmplă de fapt în punctul definit la infinitezimal: o întrebare la care fizica nu poate încă să răspundă. Din fericire, o teorie coerentă a electrodinamicii cuantice elimină cu totul nevoia de sarcini punctuale infinitezimale.
O situație similară apare în relativitatea generală cu singularitatea gravitațională asociată cu soluția Schwarzschild care descrie geometria unei găuri negre. Curbura spațiu-timpului la singularitate este infinită, ceea ce reprezintă un alt mod de a afirma că teoria nu descrie condițiile fizice din acest punct. Se speră că soluția la acest paradox va fi găsită printr-o teorie coerentă a gravitației cuantice, ceea ce până acum a rămas evaziv. O consecință a acestui paradox este faptul că singularitatea asociată care a avut loc în presupusul punct de pornire al universului (a se vedea Big Bang) nu este descrisă în mod adecvat de fizică. Înainte de a putea avea loc o extrapolare teoretică a unei singularități, efectele mecanice cuantice devin importante în timpul erei Planck. Fără o teorie coerentă, nu se poate face nicio afirmație semnificativă cu privire la condițiile fizice asociate cu universul înainte de acest punct.

Un alt paradox datorat idealizării matematice este paradoxul lui D'Alembert din mecanica fluidelor. Atunci când se calculează forțele asociate cu o curgere constantă bidimensională, incompresibilă, irotațională și inviscidă peste un corp, nu există rezistență. Acest lucru este în contradicție cu observațiile unor astfel de curgeri, dar, după cum se pare, un fluid care să satisfacă riguros toate condițiile este o imposibilitate fizică. Modelul matematic se prăbușește la suprafața corpului și trebuie luate în considerare noi soluții care implică straturi limită pentru a modela corect efectele de rezistență.

## Paradoxurile mecanicii cuantice
Un set semnificativ de paradoxuri fizice sunt asociate cu poziția privilegiată a observatorului în mecanica cuantică. Două dintre acestea sunt:
1. paradoxul EPR și
2. paradoxul pisicii lui Schrödinger,

Aceste experimente de gândire se presupun că folosesc principii din mecanica cuantică pentru a obține concluzii aparent contradictorii.
În cazul pisicii lui Schrödinger, acest lucru ia forma unei aparente absurdități.

În experimentul de gândire al pisicii lui Schrödinger, o pisică este, în mod paradoxal, vie și moartă în același moment.

O pisică este plasată într-o cutie izolată de observare cu un întrerupător mecanic cuantic conceput pentru a ucide pisica atunci când este activat în mod corespunzător. În timp ce se află în cutie, pisica este descrisă ca fiind într-o superpoziție cuantică de stări „moartă” și „vie”, deși deschiderea cutiei prăbușește efectiv funcția de undă a pisicii la una dintre cele două condiții.
În cazul paradoxului EPR, inseparabilitatea cuantică pare să permită imposibilitatea fizică a transmiterii de informații cu o viteză mai mare decât cea a luminii, încălcând astfel relativitatea specială. Legat de paradoxul EPR este fenomenul pseudo-telepatiei cuantice, în care părțile care sunt împiedicate să comunice reușesc să îndeplinească sarcini care par să necesite un contact direct.
Aceste paradoxuri apar atunci când mecanica cuantică este interpretată în mod incorect.:5 De exemplu, mecanica cuantică nu are pretenția de a reprezenta „o pisică”. Mecanica cuantică reprezintă probabilități de apariție a unor evenimente specifice; ea poate prezice probabilitatea ca pisica să fie în viață atunci când se deschide cutia. De asemenea, paradoxul EPR este o consecință a raționamentului despre două „particule” distincte.:169
Teoriile speculative ale gravitației cuantice care combină relativitatea generală cu mecanica cuantică au propriile paradoxuri asociate, care sunt în general acceptate ca fiind artefacte ale lipsei unui model fizic consistent care să unească cele două formulări. Unul dintre aceste paradoxuri este paradoxul informațional al găurii negre, care subliniază faptul că informațiile asociate unei particule care cade într-o gaură neagră nu sunt conservate atunci când radiația Hawking teoretică determină evaporarea găurii negre.

## Paradoxurile cauzalității
O serie de paradoxuri similare apar în domeniul fizicii, care implică săgeata timpului și cauzalitatea. Unul dintre acestea, paradoxul bunicului, se referă la natura particulară a cauzalității în bucle temporale închise. În concepția sa cea mai rudimentară, paradoxul implică o persoană care călătorește înapoi în timp și ucide un strămoș care nu a avut încă șansa de a procrea. Natura speculativă a călătoriei în timp în trecut înseamnă că nu există o rezolvare convenită a paradoxului și nici măcar nu este clar că există soluții posibile din punct de vedere fizic la ecuațiile lui Einstein care ar permite îndeplinirea condițiilor necesare pentru ca paradoxul să fie îndeplinit. Cu toate acestea, există două explicații comune pentru posibilele rezolvări ale acestui paradox, care capătă o aromă similară pentru explicațiile paradoxurilor de mecanică cuantică. În așa-numita soluție auto-consistentă, realitatea este construită în așa fel încât să împiedice în mod determinist apariția unor astfel de paradoxuri. Această idee îi face pe mulți susținători ai liberului arbitru să se simtă inconfortabil, deși este foarte satisfăcător pentru mulți filosofi naturaliști. Alternativ, idealizarea mai multor lumi sau conceptul de universuri paralele este uneori conturat pentru a permite o fracturare continuă a liniilor lumii posibile în multe realități alternative diferite. Acest lucru ar însemna că orice persoană care ar călători înapoi în timp ar intra în mod necesar într-un univers paralel diferit, care ar avea o istorie diferită din punctul în care a călătorit în timp înainte.
Un alt paradox asociat cu cauzalitatea și natura unidirecțională a timpului este paradoxul lui Loschmidt, care pune întrebarea cum pot microprocesele reversibile în timp să producă o creștere ireversibilă în timp a entropiei. O rezolvare parțială a acestui paradox este oferită în mod riguros de teorema fluctuației, care se bazează pe urmărirea atentă a cantităților mediate în timp pentru a arăta că, din punctul de vedere al mecanicii statistice, este mult mai probabil ca entropia să crească decât să scadă. Cu toate acestea, dacă nu se fac presupuneri cu privire la condițiile limită inițiale, teorema fluctuației ar trebui să se aplice la fel de bine și în sens invers, prezicând că un sistem aflat în prezent într-o stare de entropie scăzută are mai multe șanse să se fi aflat în trecut într-o stare de entropie mai ridicată, în contradicție cu ceea ce s-ar vedea de obicei într-un film inversat al unei stări de neechilibru care trece la echilibru. Astfel, asimetria generală din termodinamică, care se află în centrul paradoxului lui Loschmidt, nu este încă rezolvată de teorema fluctuației. Majoritatea fizicienilor consideră că săgeata termodinamică a timpului poate fi explicată doar prin apelarea la condițiile de entropie scăzută la scurt timp după Big Bang, deși explicația entropiei scăzute a Big Bang-ului în sine este încă dezbătută.

## Paradoxurile observaționale
Un alt set de paradoxuri fizice se bazează pe seturi de observații care nu pot fi explicate în mod adecvat de modelele fizice actuale. Acestea pot fi pur și simplu indicii ale caracterului incomplet al teoriilor actuale. Este recunoscut faptul că unificarea nu a fost încă realizată, ceea ce poate indica probleme fundamentale ale paradigmelor științifice actuale. Rămâne de stabilit dacă acest lucru este vestitorul unei revoluții științifice care urmează să aibă loc sau dacă aceste observații vor ceda în urma unor perfecționări viitoare sau se vor dovedi a fi eronate. O scurtă listă a acestor observații încă insuficient explicate include observații care implică existența materiei întunecate, observații care implică existența energiei întunecate, asimetria materie-antimaterie observată, paradoxul GZK, paradoxul morții termice și paradoxul Fermi.